# Lautaro Palacios
Lautaro Agustín Palacios (29 maggio 1995) è un calciatore argentino, attaccante dell'Audax Italiano.